# Anolis loysiana
Anolis loysiana (персиковий аноліс) — вид ігуаноподібних ящірок родини анолісових (Dactyloidae). Ендемік Куби.

## Поширення і екологія
Персикові аноліси поширені на Кубі та на сусідньому острові Ісла-де-ла-Хувентуд. Вони живуть в мезофільних вічнозелених і напіввічнозелених лісах, в саванах, трапляються на плантаціях. Зустрічаються на висоті до 1120 м над рівнем моря. Живляться комахами і павуками, відкладають яйця.